# Капали чаршија (Истанбул)
Капали чаршија (тур. Kapalıçarşı — затворени базар) или Велики базар (тур. Büyük Çarşı) друга је по величини највећа покривена пијаца на свету (после базара у Табризу у Ирану) и једна од главних туристичких атракција Истанбула. Подигнута је 1461. године да би остварила приход за Аја Софију. Налази се на Сарајбурнуу, историјском полуострву између Златног рога и Мраморног мора и обухвата квартове Нуруосманије, Меркан и Бејазит. 
Структура Капали чаршије је одувек представљала динамичан пословни центар. Простире се на површини од 45.000 m², обухвата више од 60 улица, а у комплекс се може ући кроз 22 капије. Једна је од најживописнијих и најдинамичнијих локација у Истанбулу. У оквиру базара се налази 3.600 продавница у којима се продају различити индустријски и занатски производи, укључујући текстил, кожне предмете и тепихе. Базар је такође познат и по својој улози „инкубатора” занатлија и вековној традицији мајстора-шегрта, посебно у изради накита и других турских рукотворина, као што су орнаментика и калиграфија. Занатлије улазе у Велики базар као шегрти, током година постају калфе да би на крају постали мајстори који даље обучавају десетине својих шегрта. Занатлије се сматрају „живим људским благом“ Великог базара. Осим продавница, ова славна тржница је позната и по старинским ресторанима у којима се углавном служе турски и истанбулски специјалитети, али и по многобројним кафићима и чувеним посластичарницама.
Капали чаршија отворена је сваког дана осим недељом, од 8:30 до 19:30 током лета и од 8:30 до 19:00 часова зими. Свакодневно га посећује хиљаде људи који овде долазе да склапају послове, виде занатлије или купују ручно рађене, аутентичне и луксузне производе, од накита преко традиционалних плочица и свилених тканина до тепиха. Незаобилазни елемент Великог базара је његова култура преговарања, односно ценкања и неписано правило је да се прва цена увек спушта.

## Историја
Велики базар или Капали чаршија је подигнут 1461. године да би остварио приход за Аја Софију. Подигао га је Султан Мехмет II Освајач. Трговци из свих крајева света састајали би се на Великом базару да размењују драгуље, накит, свилу и безброј других производа, па је овај базар у  Отоманском царству представљао центар трговине. Под контролом Отоманског цасртва биле су све трговачке руте у Европи и Азији. У Капали чаршији су се налазиле бројне продавнице, две џамије, каравансараји и ханови у којима су трговци на Путу свиле могли да продају своју робу и одмарају се од пута.
Током историје базар је више пута страдао у пожарима и земљотресима. У 16. веку, за време владавине Сулејмана I Величанственог, базар је значајно проширен а 1894, после великог земљотреса, је реновиран.
Данас је Капали чаршија позната истанбулска туристичка атракција. Већина ствари се није променила од када је добила данашњи облик, почетком 17. века. Године 2004. проглашена за најпосећенију туристичку дестинацију на свету, са 91.250.000 туриста годишње.

## Изглед и окружење
Капали чаршија простире се на површини од 45.000 m². У оквиру базара се налази 3.600 продавница. Комплекс обухвата 22 капије покривене равним крововима са куполама. Одликује је лавиринтска структура са више од 60 улица које су имена добиле по занатима који су се у њима првобитно практиковали. Ради лакшег сналажења туристима се нуде мапе базара.
У Капали чаршији продаје се најразличитија роба: сувенири, златни и сребрни накит, текстил, постељина, теписи, зачини, фењери, керамички предмети, гардероба, кожа… Због начина на који су у прошлости били осмишљени, оријентални базари били су подељени према еснафима. Због тога су и данас многи делови Капали чаршије резервисани за одређену врсту робе, па тако постоји део где се може куповати кожа, улица у којој се продаје само златни накит и сличне. У базару постоје 2 простора за складиштење робе, од којих је један подигнут половином 15. века, по наређењу султана Мехмеда II Освајача.
Једна од најстаријих продавница у Капали чаршији је Eğin Textile, основана у другој половини 19. века и коју и даље води иста породица. Текстил из ове продавнице се извози се широм света и користи се, на пример, у Дубаију, у хотелу Бурџ ел Араб. Прича се да радњу често посећује и чувени модни креатор турског порекла Рифат Озбек (Rıfat Özbek), али и Долче и Габана. У филму „Троја“ (2004) коришћени су материјали и мараме из ове продавнице, као и из оближње радње Yazmacı, такође чувене по текстилу. 
- Капали чаршија данас — галерија слика
- Један од кафића у базару
- Киоск из 17. века претворен у мали кафић
- Једна од четири мермерне чесме на базару
- Базар после затварања
- Продавница лампи
- Млади продавац на улазу у радњу
- Чесме на базару
- Украшена унутрашњост купола базара
- Разноврсна роба на базару
- Турска застава испред кафића на базару

### Околина Капали чаршије
У западном делу, као саставни део Капали чаршије, налази се Сахафлар чаршија (Sahaflar Çarşısı), стари базар књига који датира још из Византијског периода. 
У главној улици Divan Yolu, у близини Капали чаршије, пронађени су археолошки остаци некадашњег Форума цара Константина. Са десне стране улице реконструисан је архитектонски детаљ некадашњег Константиновог форума – велики Константинов стуб из 330. године, који Турци називају Чемберлиташ (Çemberlitaş — Кружни камен). Висок је 35 метара, направљен од црвенкастог камена, са постољем и капителом од белог мермера и  некада је стајао у средишту Константиновог форума. 
У непосредној близини Капали чаршије, преко пута стуба цара Константина, налази се најпознатији истанбулски хамам Чемберлиташ (Çemberlitaş Hamamı), здање које је 1584. године подигла султанија Нурбан, жена султана Селима II. Хамам је дело чувеног архитекте османлијског царства, мимара Синана.
Западно од комплекса Капали чаршије, на истој страни улице, налази се Бајазитов трг (Beyazıt Meydanı) са Џамијом султана Бајазита II (Beyazıt Camii). 
У задњем делу Бајазитовог трга доминира велелепнa капија Истанбулског универзитета иза које се протеже универзитетски комплекс.

## Локација за снимање филмова
Капали чаршија се често користи као локација за снимање у бројним филмовима и телевизијским серијама. На овом простору снимљени су, између осталих, филмови „Из Русије с љубављу“ (1963) са Шоном Конеријем, „Скајфол“ (2012) са Данијелом Крејгом, „Арго“ (2012) са Бен Афлеком, The Water Diviner, редитељски првенац Расела Кроуа (2014) и други.